# Улица Конева (Новокузнецк)
Улица Конева — одна из основных улиц Кузнецкого района города Новокузнецка.

## История
Ранее носила название Улица Правды. Переименована 8 апреля 1993 года в честь Героя Советского Союза Александра Степановича Конева. В мае 1994 года, на улице, в его честь была открыта мемориальная доска.
Длина улицы — 603 м. Ширина проезжей части — около 6-7 м.
По самой улице Конева автобусные маршруты не проходят. Ближайшие остановки — «Советская площадь» и «Сквер Борцов революции» (пр. Ленина).